# Cancho Roano
Cancho Roano, ou Cancho Ruano, est un site archéologique de l'Âge du fer situé dans une petite vallée au bord de la rivière Cagancha, à environ 5 km de Zalamea de la Serena, dans la province de Badajoz, en Espagne.

## Historique
Les fouilles du site, dirigées par Joan Maluquer de Motes, ont commencé en 1978. Le site est déclaré Monument National en 1986.

## Chronologie

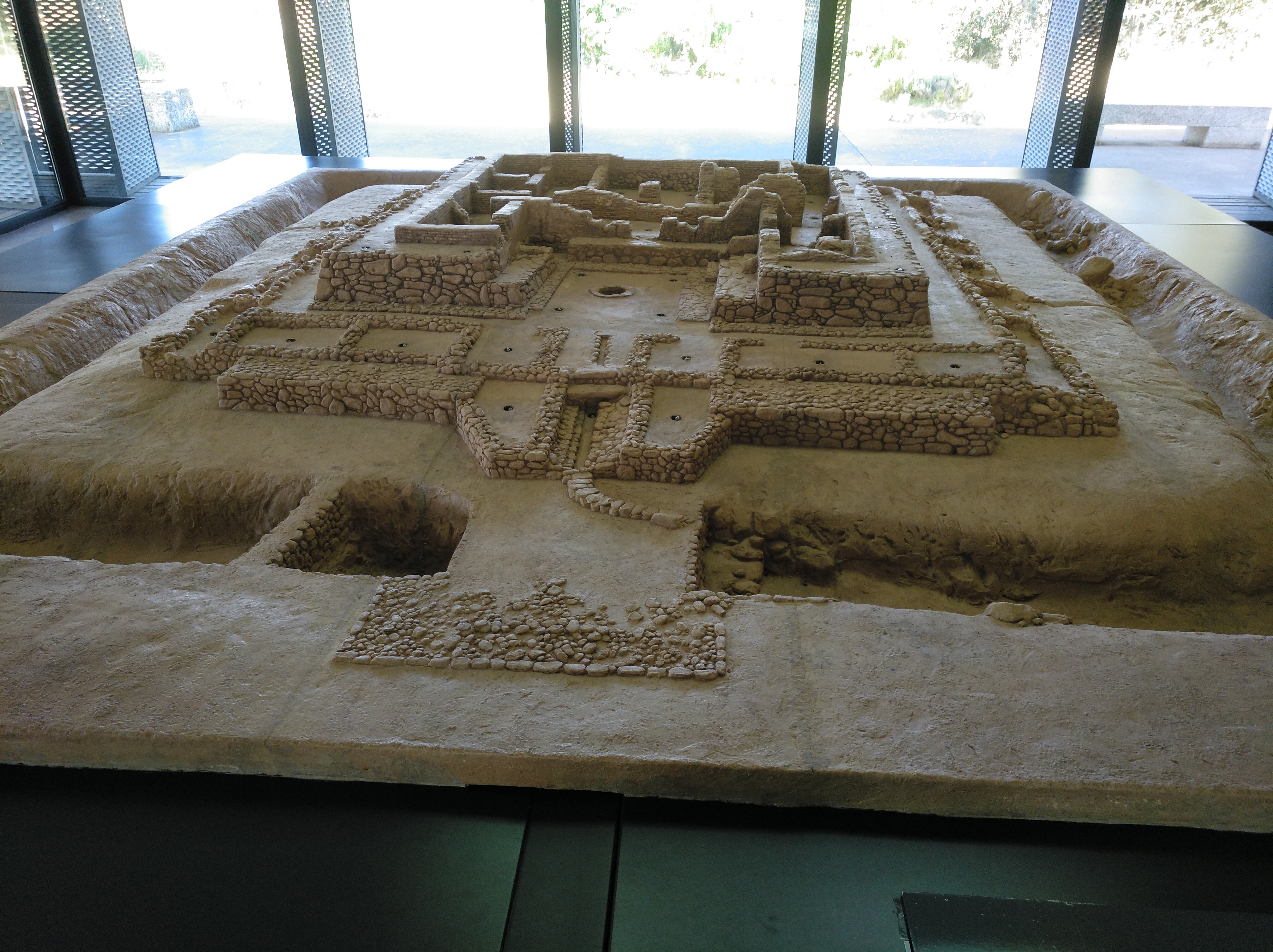
Maquette de Concho Roano

Cancho Roano est le site tartessien le mieux préservé. Il est daté, à partir d'objets trouvés, d'environ 550 av. J.-C.. Il est détruit une première fois par le feu vers 370 av. J.-C.. L'incendie peut avoir été causé lors d'un rituel à la manière des Étrusques.

## Description
La partie principale du bâtiment est un rectangle orienté à l'Est. Il est entouré d'un fossé profond qui n'est pas constamment rempli par de l'eau. 

## Fonction
Bien que la fonction de Cancho Roano ne soit pas connue, la présence de nombreux autels lui donne un caractère religieux. Cependant ce bâtiment peut aussi avoir été un palais-sanctuaire du fait de son système défensif.
Le Docteur Richard Freund pense que Cancho Roano est une ville mémorielle conçue pour servir de représentation cérémonielle de la cité perdue de Tarsis, qui, selon la théorie de Freund, est l'Atlantide. Freund fait valoir que la stèle trouvée à Cancho Roano représente des cercles concentriques qui correspondent à la description de l'Atlantide faite par Platon. Cependant, ce symbole peut n'être que la représentation d'un bouclier, comme sur de nombreuses stèles de la Péninsule Ibérique.

## Route du vin
Grâce au commerce, tout au long de l’Antiquité, la consommation du vin, puis la culture de la vigne, se répandirent sur tout le pourtour du bassin méditerranéen. Les archéologues espagnols ont mis en évidence un rituel de « libation du vin », daté de 750 av. J.-C., à Cancho Roano. Cette découverte financée par l’Organisation internationale de la vigne et du vin, a permis de retrouver le tracé de deux routes du vin remontant du Sud de l’Espagne vers la Meseta centrale en bifurquant sur Ávila et sur Salamanque.